# Сава Събев
Сава Събев е български общественик, социалдемократ и великотърновски адвокат и публицист.

## Биография
Сава Минчев Събев е роден във Велико Търново на 6 юли 1869 г. Завършва Мъжката гимназия в града. Голямо влияние върху него оказва учителят му по история в последния гимназиален клас Спиро Гулабчев. Завършил тьрновската мъжка гимназия през 1889 г., още същата есен Събев се записва студент по право в Женевския университет. През есента на 1892 г. Сава Събев полага успешно изпита по право и се завръща в България. Току-що дипломираният правист е назначен за член на Плевенския окръжен съд, но още през още същата година започва местене от съд на съд – Търново, Трън, Севлиево, Русе. Междувременно сьтрудничи на левичарските издания „Съвременен преглед“, „Общо дело“, „Ново време“, „Работнически вестник“, „Работническа борба“, „Освобождение“, „Утро“, „Народ“ и други.
Събев решава да напусне съдийството след шумния процес срещу писателя Петко Ю. Тодоров през 1898 г. по обвинението му за обида на княз Фердинанд. Със съдействието на Събев като председател на съдебния състав, Русенският окръжен съд оправдава писателя, но председателят става неудобен за ведомството си и подава оставката. На следващата година се установява на свободна адвокатска практика в родното Търново. Става член на БРСДП през 1899 г. При разцеплението през 1903 година преминава към широките социалисти. През 1907 г. местната социалдемократическа партия го делегира на Международния социалистически конгрес на Втория интернационал в Щутгарт, където установява контакти с видните социалдемократи Жан Жорес, Август Бебел и Карл Кауцки. В навечерието на Първата световна война местната БСДП свиква публично събрание в салона на читалище „Надежда“. Заради антивоенната му реч той е подведен под наказателна отговорност.
Сава Събев е председател на местната кооперация на БСДП „Напред“ от основаването ѝ през януари 1919 до м. март 1923 г. Заедно с Никола Габровски е народен представител през 1913 г. в XVI ОНС. Общински съветник в Търновската община през 1920 – 1921 г. Голям дял в неговата активна обществена дейност заема читалище „Надежда“. През 1925 г. е избран в УС на Върховния читалищен съвет, в който е до смъртта си през 1941 г. От 1915 г. до 1922 г. Събев е в състава на Археологическия комитет при читалището и става инициатор за подреждане на събраните старини от местното Археологическо дружество в читалището, където е определена стая за музей. Така се полагат основите на музейното дело в града. Съпругата му Цанка Бобева, която е родом от Севлиево, става първата акушерка във В. Търново със завършено висше медицинско образование през 1904 г. в Петербург.